# Тарасов, Диодор Михайлович
Диодо́р Михайлович Тара́сов (15 января 1911, Шадринск, Пермская губерния — 9 декабря 1974, Арзамас-16, Горьковская область) — советский учёный, доктор технических наук, лауреат Сталинских и Ленинской премии. Участник Великой Отечественной войны, старший лейтенант.

## Биография
Диодор Тарасов родился 15 января 1911 года в мещанской семье в городе Шадринске Шадринского уезда Пермской губернии, ныне город областного подчинения Курганской области. Отец — служащий Тарасов Михаил Васильевич. Родители по происхождению из бедных крестьян деревни Пески Шадринского уезда.
В Шадринске окончил школу 2 ступени. С 1 сентября 1929 года работал преподавателем школы 1 ступени в деревне Титовой Шадринского района Шадринского округа Уральской области.
В марте 1931 года перешёл на работу в районный отдел народного образования, но проработал он там недолго — уже в мае был 1931 года откомандирован на курсы, после которых преподавал в школе крестьянской молодежи в деревне Спицина Далматовского района Уральской области.
Осенью 1932 года поступил в Свердловский государственный университет. Окончил 5 июля 1937 года физико-математический факультет СГУ им. А. М. Горького с отличием.
С 1 сентября 1937 по 30 ноября 1937 года — аспирант на кафедре физики Уральского медицинского института.
С 1 декабря 1937 года принят на работу в лабораторию фазовых превращений Института физики металлов Уральского филиала академии наук (УФАН), ныне УрО РАН, на должность младшего научного сотрудника. С 1 апреля 1938 года утвержден аспирантом по специальности «Физика рентгеновских лучей и рентгеноструктурный анализ». Окончил аспирантуру 1 апреля 1941 года. Научный руководитель — Антон Пантелеймонович Комар (3.01.1904 — 14.03.1985) — советский физик, академик АН УССР.
С ноября 1941 по 9 августа 1945 года служил в 47-м учебном стрелковом полку 48-й учебной стрелковой дивизии в должности помощника командира полка. Окончил Камышловское военное пехотное училище и нёс службу в военном лагере Бершеть (Молотовская область, ныне Пермский край). Сопровождая воинские эшелоны на фронт с пополнением, был под бомбежками и обстрелами, старший лейтенант.
В июне 1944 года присвоена ученая степень кандидата физико-математических наук (диссертация на тему: «Структурные изменения в сплавах системы железо-никель-алюминий и коэрцитивная сила»).
В 1945 году вступил в ВКП(б), в 1952 году партия переименована в КПСС.
После победы продолжил научную деятельность в УФАН в должности старшего научного сотрудника.
С 19 ноября 1946 года работал в КБ-11 (ныне ФГУП «РФЯЦ — ВНИИЭФ»), сначала в научно-исследовательской лаборатории модельных испытаний под руководством Льва Владимировича Альтшулера, в которой изучались механизм детонации мощных взрывчатых веществ и сжимаемость конструкционных материалов.
В декабре 1947 года он перешёл в лабораторию № 3 рентгенографических исследований взрывных процессов Вениамина Ароновича Цукермана, занимавшегося разработкой методов скоростной рентгенографии быстропротекающих процессов, где работал в должности старшего научного сотрудника.
В 1952 году стал начальником лаборатории № 23 КБ-11 (впоследствии отдел № 0307). Занимался импульсной рентгенографией различных конструкций и материалов применительно к ядерному и термоядерному оружию. В 1962 году защитил докторскую диссертацию. Соавтор изобретения по инициированию широко распространенного типа тактических ядерных зарядов. Начальник отдела импульсной рентгенографии. Руководитель взрывных рентгеновских экспериментов на площадках.
Один из организаторов и первый директор вечернего отделения (отделение № 4) Саровского филиала МИФИ.
Специалист по рентгенографии газодинамических процессов. Доктор технических наук. По состоянию здоровья вышел на пенсию 10 июня 1972 года, персональный пенсионер союзного значения. 17 сентября 1973 г. вернулся в родной отдел на должность старшего научного сотрудника-консультанта на неполный рабочий день.
Диодор Михайлович Тарасов скончался после второго инфаркта 9 декабря 1974 года в городе Арзамасе-16 Горьковской области, ныне город Саров — административный центр ЗАТО город Саров (эрз. Саровской (ЗАТО) ошонь округ) Нижегородской области. Похоронен на кладбище города Сарова.

## Награды и премии
- Ленинская премия, 1963 год — за внедрение в практику газодинамических экспериментов безжелезных бетатронов типа БИМ
- Сталинская премия II степени, 1953 год — за разработку кинематики и динамики обжатия взрывом применительно к изделиям РДС-6с и РДС-5
- Сталинская премия III степени, 1949 год — за разработку новых методов сверхскоростной рентгенографии для исследования центральной части заряда атомной бомбы
- Орден Ленина, дважды:
  - 1949 год — за разработку новых методов сверхскоростной рентгенографии для исследования центральной части заряда атомной бомбы
  - 1956 год — за участие в создании нового типа термоядерного заряда РДС-37
- Орден Трудового Красного Знамени, 1962 год — за испытания самой мощной в мире термоядерной бомбы АН602
- Медаль «За победу над Германией в Великой Отечественной войне 1941—1945 гг.», 1945 год
- Медаль «За трудовое отличие», 1954 год

## Семья
Жена — Мария Алексеевна Манакова (Мария Львовна Доможирова), учёный-физик. Сыновья: Алексей (род. 1937), Валерий (1939—2001), Михаил (1948—2022)— работали во ВНИИЭФ.

## Увлечения
У Диодора Михайловича было два увлечения: он был страстным рыбаком. Второе увлечение — это книги о войне.